# Bombadil Toma
Bombadil Toma (eredeti nyelven: Tom Bombadil) egy kitalált karakter J. R. R. Tolkien legendáriumában, annak egyik legérdekesebb és egyik legtöbbet vitatott szereplője. Először egy 1934-es műben, a "Bombadil Toma kalandjai" című versben szerepelt, olyan karakterekkel együtt, akik A Gyűrűk Urában is benne voltak: Aranymag, Fűzfa apó, és a buckamanók. Nem szerepel a kibővített legendáriumban, így "A szilmarilok"-ban és "A hobbit"-ban sem.
Fontosabb szerepet kap "A Gyűrűk Ura: A Gyűrű Szövetsége" című, 1954-ben megjelent könyvben, illetve említés szintjén felbukkan még "A király visszatér" című könyvben is. Karakterét általában kihagyták a rádió- és filmadaptációkból, ugyanis jelenléte nem fontos a történet szempontjából.
Bombadil Toma szerepe és eredete sok kérdést vet fel. Egyes vélekedések szerint a Kalevalában szereplő Vejnemöjnenhez hasonlóan egy félisten, akire sok szempontból hasonlít. Mások szerint egyfajta háziszellem.

## Megjelenése
1934-ben a The Oxford Magazine-ban jelent meg először a "Bombadil Toma kalandjai" című vers (magyarul Tótfalusi István fordításában). Ebben a karakter egy vidám illető, aki a Fűztekeres folyóhoz közeli kis völgyben él. Ennek a vidékét járja ő és figyeli meg a természetet, nagy élvezettel. A völgyben sok érdekes lény él, többek között Folyó-asszony lánya, Gyöngyszem (a Gyűrűk Urában Aranymag), a rosszindulatú fa-szellem Fűzi-vén (a Gyűrűk Urában Fűzfa apó), Borzék, és a Sírdomb-lakó (a Gyűrűk Urában szereplő buckamanó). A versben mindannyian megpróbálják őt elfogni, de Bombadil Toma a saját zengő hangján mindegyikük varázserejét megtöri és arra utasítja őket, hogy térjenek vissza oda, ahonnan jöttek. A vers végén elkapja Gyöngyszemet, és feleségül veszi. A mű során voltaképpen fel sem tűnik neki, hogy őt el akarják fogni.
Bombadil leszögezi, hogy Gyöngyszemet a Fűztekeres folyóban találta, ezért hívja Folyó-asszony lányának. John D. Rateliff Tolkien-szakértő szerint ez az író korai mitológiáját figyelembe véve azt jelenti, hogy ő egy tündér, egy szellem vagy egy elementál lehetett, olyasvalaki, mint Melian - Gyöngyszem egy nimfa, Toma pedig egy helyhez kötött szellem.
A folytatásban, a "Bombadil csónakba száll" című versben a szereplő elindul a vízen keresztül a Pálinkás folyóhoz (a Gyűrűk Urában Borbuggyan), ahol "babók". "sok aprónép van" a Széna-rét mögött, akiket gyakran meglátogat (ők a hobbitok). Útja során számos állattal találkozik: madarakkal, vidrákkal, sőt hobbitokkal is, akiket hangjának varázserejével nyűgöz le. Végül megérkezik régi barátjához, Csimaszhoz (a Gyűrűk Urában Zsizsik gazda), akinél sört isznak és táncolnak a családdal. A vers végén az elbűvölt madarak és vidrák segítenek visszajuttatni csónakját haza. A vers utalást tartalmaz az Ótr-ra, amely egy ősi skandináv vers: amikor Bombadil megfenyegeti a vele szemben tiszteletlen vidrát, azt mondja neki, hogy odaadja a bundáját a Sírdomb-lakónak, aki majd úgy kikészíti azt, hogy csak a bajuszszáláról lehet majd megismerni. A versben szerepelnek továbbá helységnevek Középföldéről, úgy mint a Széna-rét, a Toronydombok és Brí (a magyar fordításból kimaradtak), illetve említést tesz "az őrőkről a Gázlónál, az árnyakról a piacon" - ez utóbbi egy félrefordítás eredménye, az eredetiben szereplő "march" jelentése ugyanis mesgye, határvidék.

### A Gyűrűk Urában
Az első könyvben "A Gyűrű Szövetségében" segít Zsákos Frodónak és barátainak a küldetésük során. Toma és a felesége, Aranymag, Folyó-asszony lánya még mindig ott élnek a folyó partján álló házukban. A fejezetben több karakter és szituáció is felbukkan a korábbi versekből. Először akkor jelenik meg, amikor Borbak Trufát és Tuk Peregrint csapdába ejti Fűzfa apó, akire Toma ráparancsol, hogy engedje el őket és menjen aludni.

A hobbitok két éjszakát töltöttek Toma házában. Toma sok történetet mesélt nekik az erdőről, a királyságokról és bukásukról. Frodó úgy érezte, hogy beszél a "terhéről", majd Toma megkérte Frodót, hogy mutassa meg az Egy Gyűrűt. Toma felhúzta az ujjára a Gyűrűt, de nem vált láthatatlanná, s mikor Frodó húzta fel a gyűrűt, Toma látta őt. Úgy tűnt, hogy Tomára nem gyakorolt hatást az Egy Gyűrű csábítása, így könnyed mosollyal adta vissza Frodónak.
Hé! Mit csinálsz te, Frodó?! Hová akarsz menni? Nem olyan vak az öreg Bombadil, mint képzeled. Vedd le azt az aranygyűrűt! Szebb a kezed, ha nincsen rajta.
Amikor a hobbitok elhagyták a házát, azt tanácsolta nekik, hogy folytassák utukat a Sírbuckák felé. A hobbitok hamarosan eltévedtek a sűrű ködben és egy buckamanó elfogta őket. Frodó elénekelte azt a dalt, amit Toma tanított neki, aki ekkor megjelent és elkergette a buckamanót, majd szétszórta annak kincseit a füvön, hogy így megtörje a varázsát, és soha többé ne tudjon visszatérni oda. Toma Aranymagnak a buckamanó kincsei közül egy melltűt ajándékozott. Ezután elkísérte a hobbitokat a Nagy Útig a póniján, de tovább már nem ment velük.
Elrond tanácsán azt az ötletet, hogy az Egy Gyűrűt Bombadil Tománál hagyják megőrzésre, hamar elvetették. Gandalf azt mondta, habár a Gyűrűnek nincs uralma Toma felett, úgy Tomának sincs uralma a Gyűrű felett: nem tudná megváltoztatni a Gyűrűt, vagy megtörni a hatását mások felett. Bombadil Toma vélhetően elfogadná a gyűrűt, ha megkérnék rá, de nem tudná felfogni a feladat fontosságát, hogy biztonságban őrizze, s nem tudná állni Sauron támadását a kicsiny földjén. "Ha a világ valamennyi szabad népe könyörögne neki, talán igen, de akkor sem értené meg, hogy mi szüksége van rá. És ha átadnánk neki a Gyűrűt, hamarosan megfeledkezne róla, vagy nagyon valószínű, hogy elhagyná valahol. Az ilyesmi nem marad meg az eszében. Teljességgel megbízhatatlan őre lenne; s ez önmagában is elegendő válasz [...]  Végül, mikor már mindenki más behódolt, elbukna Bombadil is. Utolsóként, mert ő volt az Első; s aztán leszállna az Éjszaka".
A Gyűrűháború után Gandalf elment Bombadil Tomához és "egy hosszút beszélgettek". Gandalf "mohagyűjtögetőnek" nevezi őt, magát pedig egy kőnek, akinek az volt a sorsa, hogy görögjön. " De vége az időnek, amikor még görögtem, s most bőven lesz egymás számára mondanivalónk". Frodó ekkor felveti, hogy szeretné őt viszontlátni, és kíváncsi arra, hogy boldogul. Gandalf azt válaszolja, hogy úgy, mint mindig, semmi nem zavarja őt, és nem is nagyon érdekli őt, hogy velük mi volt vagy mit láttak, kivéve talán az enteket. A mű utolsó soraiban Frodó, amikor hajójuk eléri Valinor partjait, pontosan ugyanazt érzi, mint Bombadil Toma házában, a második nála töltött éjszaka során álmában.

## Karaktere
Nem tudni, melyik létformához tartozik, a legvalószínűbb, hogy maia, tehát egyfajta istenség, ám erre Tolkien soha nem adott egyértelmű választ. Ez teret enged a legváltozatosabb, legelvontabb elképzeléseknek is. Egyesek szerint Bombadil Toma maga a megtestesült Természet; a Természet testbe zárt alakja. Hatalma és tudása igazolja ezt a feltevést. Ám ő maga mondja magáról, hogy előbb volt Ardán, mint annak bármelyik lakója. Ez cáfolhatja, de egyben alá is támaszthatja maia, sőt akár vala származását. Gene Hargrove szerint Tolkien pontosan tudta, ki vagy mi ő, de szándékosan homályban hagyta a kilétét. Ugyanakkor elrejtett olyan utalásokat, melyek szerint ő Aulë volt, a kovács vala, aki a törpöket teremtette.
Egy biztos: az Öregerdőn belül abszolút hatalma volt, még az Egy Gyűrű sem gyakorolt rá hatást. Az Erdőből nem lépett ki – kivéve, amikor a Sírbuckákra látogatott. Embernek látszott, alacsony volt, az arca pirospozsgás. Ütött-kopott, cilinderforma kalapot hordott, amibe kék tollat tűzött, csizmája sárga volt. Vidám, jószívű öregember képében jelent meg.
A Tolkien háztartáson belül volt egy ilyen nevű fabábu, amivel szívesen játszottak a gyerekek.
Egy levélben, amit a trilógia eredeti korrektorának írt 1954-ben Tolkien ejt pár szót a figura szükségességéről. Így írja: „még egy mitikus történetben is szükségesek a rejtélyek…”
Verlyn Flieger Tolkien-szakértő szerint Toma nem más, mint Sauron ellenpárja. Az ugyanis nem lehet Aragorn, aki a csatatéren az ellenfele, és nem lehet Gandalf sem, aki az ő spirituális ellenfele. Tomából teljesen hiányzik az uralás iránti vágy, és éppen ezért felette sem lehet uralkodni.
Jane Beal szerint Bombadil Toma szerepe legalább négyféle rétegen keresztül értelmezhető. A valódi világban ő egy fabábu, aki Tolkien egyik fiának volt a tulajdona, az abban teremtett világban pedig a legöregebb lény. Az allegorikus értelmezés szerint a valódi világban ő az eltűnőben lévő angol vidék megtestesülése, az abban teremtett világban pedig a zoológia, a botanika és a költészet. Erkölcsi síkon értelmezve ő maga a mesélő, J.R.R. Tolkien, végül anagogikus értelmezéssel ő egy második Ádám, vagy éppen Jézus maga.
Jungiánus értelmezése is létezik a karakternek. Timothy R. O'Neill szerint Toma az átlagember jungi archetípusának feleltethető meg, ő a kozmikus mag, amelyből létrejött az ember.

### A magyar fordítás
A Gyűrűk Ura első tizenegy fejezetét Réz Ádám fordította. "Így tőle származik az ötlet, hogy Tom Bombadil nevét a kissé régies-rusztikus Toma alakkal adjuk vissza; ez sokkal jobban illik Középfölde időtlen-mitikus világához, mint a nagyon is konkrét "vadnyugatias" asszociációkat keltő Tom."

## Megformálói
Akárcsak a töbörlyuki kitérő, az Öregerdő és a Sírbuckák, Bombadil Toma is kimaradt Peter Jackson filmtrilógiájából. Ennek az volt az oka, hogy a karakternek nem igazán volt fontos szerepe a cselekmény szempontjából, a film hosszát viszont elnyújtotta volna a szerepeltetése. Christopher Lee annyival egészítette ki, hogy az így nyert játékidővel azt mutatták be, hogyan fogja el Saruman Gandalfot. A filmekhez készült gyűjtői kártyákhoz azonban elkészült Bombadil Toma is, az azon látható képen Harry Wellerchew alakítja őt.
A BBC 1955-56-os rádiójátékában Norman Shelley játszotta őt, amit Tolkien rettenetesnek talált. Ráadásul Aranymagot úgy mutatta be, mint a lányát, Fűzfa apót pedig mint Mordor szövetségesét. Az 1993-as finn "Hobitit" minisorozatban Esko Hukkanen játszotta. Az 1979-es rádiójátékban Bernard Mayes alakította, aki Gandalf hangja is volt. Az 1991-ben leforgatott szovjet filmben, a Hraniteliben is szerepel a karakter.
Rory Kinnear játssza a karaktert "A Gyűrűk Ura: A Hatalom Gyűrűi" című sorozatban, ahol a karakter elhagyja a lakóhelyét és Rhûnban bukkan fel.
Bombadil Tomával találkozhatnak a játékosok a The Lord of the Rings Online MMORPG-ben is, ahol a játék elején fontos küldetéseket ad a játékosoknak. Játszható karakter a LEGO Lord of the Rings és Hobbit játékokban, amelyekben azonban szintén nincs ráhatása a cselekményre, ugyanis a Peter Jackson-filmek adaptációja a játék. Ezért bónusz, a játék során elnyerhető karakterként szerepel.
Az 1969-ben megjelent "Gyűrűkúra" című paródiában Benzedrin Töma néven szerepel (az amfetamin és Timothy Leary után elnevezve), egy sztereotipikus hippiként ábrázolják őt, aki Toprongymaggal él együtt.